# 空騒ぎ

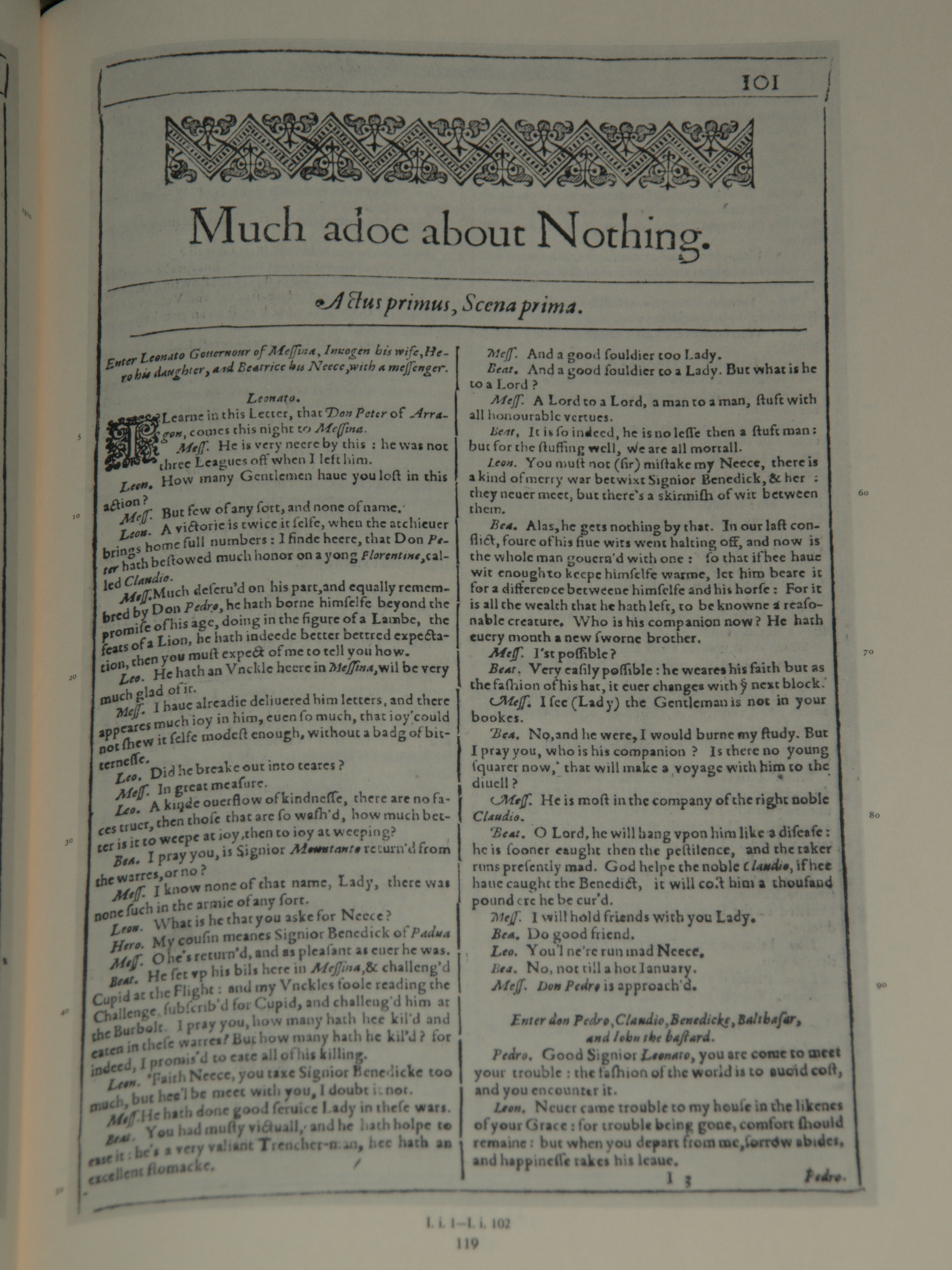
「ファースト・フォリオ」（1623年）から『空騒ぎ』の表紙の複写

『空騒ぎ』（からさわぎ、Much Ado About Nothing）はウィリアム・シェイクスピアによる喜劇(悲劇ではない)。1598年から1599年頃に初めて上演されたと思われる。1600年に出版され、1623年のファースト・フォリオにも収録されている。『空騒ぎ』は名誉、恥、宮廷政治などに関する真剣な考察を含みつつも全体としては非常に陽気で楽しい作品であるため、一般的にシェイクスピアの喜劇の中でも最良の作品のひとつと考えられている。
物語は二組の恋人同士を中心に展開する。ベネディックとベアトリスが策略にかかって互いに対する愛を告白するようになる一方、クローディオが恋人ヒーローを不実だと思い込んで結婚の祭壇で拒絶する。ベネディックとベアトリスは協力してこの間違いを正し、最後は二組が結ばれるのをダンスで祝って終わる。

## 登場人物
- ドン・ペドロ：アラゴン大公
- ベネディック：パドヴァの貴族、ドン・ペドロの友人、独身主義者
- クローディオ：フローレンスの貴族、ドン・ペドロの友人
- バルサザール：ドン・ペドロの付き人
- ドン・ジョン：ドン・ペドロの異母弟、悪人
- ボラチオ：ドン・ジョンの家来
- コンラッド：ドン・ジョンの家来
- レオナート：メッシーナの知事
- ヒーロー：レオナートの一人娘
- ベアトリス：レオナートの姪、ヒーローの姉のような存在
- アントニオ：レオナートの兄弟
- マーガレット：ヒーローの侍女
- アースラ：ヒーローの侍女
- ドグベリー：巡査、道化役
- ヴァージス：小役人、ドッグベリーのパートナー、道化役

## あらすじ
シチリア島メッシーナの知事レオナートの屋敷にアラゴン大公ドン・ペドロ一行が到着する。クローディオ伯爵はレオナートの一人娘ヒーローに一目惚れする。独身主義者ベネディックはレオナートの姪ベアトリスと丁々発止の口喧嘩をする。ボラチオはヒーローの小間使いに色目を使う。ペドロの異母弟ドン・ジョンだけが不機嫌にしている。純真なクローディオが恋を打ち明けられずにいるのを知ったペドロは一計を案じ、仮面舞踏会でクローディオになりすまし、ヒーローに求婚するという。それを立ち聞きしたボラチオがドン・ジョンに報告すると、兄を憎むジョンはその企てをぶち壊そうと考え、ドン・ペドロ本人がヒーローに求婚しているとクローディオにウソを伝えて怒らせようとするが、この誤解は簡単に解け、クローディオとヒーローは一週間後に結婚することになる。ドン・ペドロはさらに口げんかに明け暮れているベネディックとベアトリスの縁結びを画策し、ヒーローたちもこれに協力することにする。わざとベネディックが立ち聞きしているところで、ベアトリスはベネディックに恋焦がれるゆえに悪態をつくのだ、という話を大声でしてみせると、ベネディックは罠にはまり、ベアトリスを愛してしまう。ベアトリスもヒーローの策略にはまってベネディックが自分を愛していると思い込み、ベネディックに恋心を抱くようになる。
一方、最初の計画が失敗したドン・ジョンに、ボラチオが新たな作戦をもちかける。小間使いマーガレットを使ってあたかもヒーローが式の前日に浮気をしているように見せかけて、クローディオに目撃させようというのだ。今度は計画が成功した。クローディオとドン・ペドロは、ヒーローの部屋から出てきたマーガレットが他の男と会っているところを目撃してマーガレットをヒーローと勘違いし、怒りと悲しみに打ちひしがれる。
翌日、結婚式の前にドグベリーが知事のレオナートに報告をするが、力みすぎて間違いだらけの言葉遣いで真意が伝わらない。そして迎えた結婚式でクローディオは何も知らないヒーローを不実であると面罵する。レオナートやベアトリスがとりなそうとしても聞き入れるはずもなく、ヒーローは失神、クローディオは立ち去るが、ベネディックや司祭はこの経緯を不審に思う。そこで司祭がある提案をする。それは、ヒーローが失意の余り死んだことにすれば、クローディオの中から恨みや怒りが消え、後悔と憐憫からかつての愛情が戻るはずだ、というものだった。ベアトリスとベネディックは結婚式での恐ろしい出来事について言葉をかわし、お互いに愛し合っていることがわかる。ベアトリスは名誉のためクローディオを殺してくれとベネディックに頼み、ベネディックは最初は拒絶する。レオナートやアントニオはクローディオに対してヒーローの死の責任があると伝え、決闘を挑む。ベネディックも結局、親友だったクローディオに決闘を申し込む。
芝居が成功して上機嫌のボラチオは、仲間にうっかり計略の詳細を話しているところを夜警に聞かれて逮捕されてしまう。ドグベリー治安官たちが拷問すると、ボラチオの背後にはドン・ジョンがいるという。ボラチオ逮捕で恐れをなしたドン・ジョンは町から逃亡する。クローディオは、すべてドン・ジョンの陰謀だったことを知る。決闘は回避される。レオナートから娘を殺したのはクローディオだと責められ、自身の罪を悟ったクローディオは、レオナートから突きつけられた要求を承諾する。それはヒーローの無実を世間に知らせて墓前に哀悼の歌を捧げることと、ヒーローに瓜二つの姪と結婚して跡継ぎになることだった。偽りの葬儀の翌朝、結婚に臨んだクローディオの面前に現れたのは、死んだはずのヒーローだった。再会と真実の結婚に喜び沸き立つ二人に加え、ベネディックもまたベアトリスに求婚する。二重の喜びに溢れる一同のもとに、捕らえられたドン・ジョンが引き出される。

## 材源
恋人たちが騙され、互いが不実だと思い込まされるという物語は16世紀の北イタリアではよくある物語の定型であった。シェイクスピアの直接の種本はマントヴァのマテオ・バンデッロのノヴェッラのひとつである可能性がある。この物語はアラゴン王ペドロ3世がシャルル・ダンジューに勝利した後、メッシーナのサー・ティンブレオと婚約者のフェニシア・リオナータが試練を受けるという筋である。おそらくシェイクスピアはフランソワ・ド・ベルフォレのフランス語訳を通してこの作品に触れることができた。もうひとつの物語はルドヴィーコ・アリオストの『狂えるオルランド』に登場する恋人たち、アリオダンテとジネヴラの物語で、バルコニーで召使いのデリンダがジネヴラのふりをするところがある。本作は1591年に英訳が出ている。『狂えるオルランド』にはベネディックが『から騒ぎ』で述べるような結婚に関する考察も見受けられる。しかしながらビアトリスとベネディックの機知に富んだ求愛合戦はオリジナルである。

## 年代とテクスト

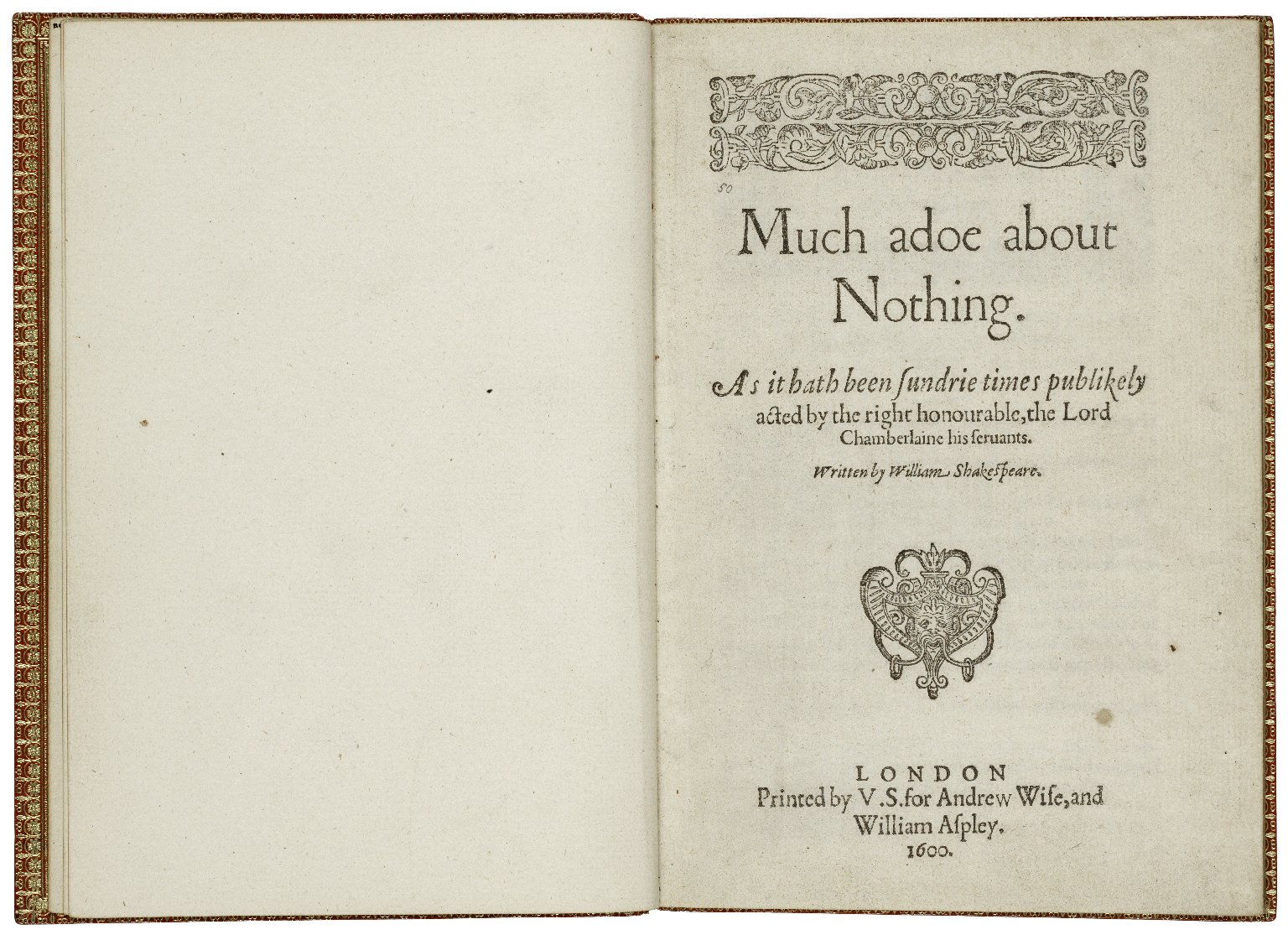
1600年に刊行された『空騒ぎ』のクォート版のタイトルページ

『空騒ぎ』の最初の刊本は1600年のクォート版で、印刷業者はアンドルー・ワイズとウィリアム・アスプリーである。1623年のファースト・フォリオ以前のエディションとしてはこれが唯一のものである。1600年以前に「何度も上演された」とあるので、1598年から1599年の秋か冬の時期には初演されていた可能性が高い。記録が残っている最初の上演は1612年から1613年の冬にかけて宮廷で2度行われた上演で、これは1613年2月14日のイングランド王女エリザベス・ステュアートとプファルツ選帝侯フリードリヒ5世の婚儀の際のものである。

## 分析と批評

### スタイル
この芝居はシェイクスピア劇の中では珍しく、テクストの大部分が散文で書かれている。韻文もかなりあり、宮廷風の作法と衝動的なエネルギーの両方を描き出している。

### 舞台
『空騒ぎ』はイタリアのかかとに近いシチリア島の港町メッシーナを舞台にしている。シチリアは芝居の舞台になっている時期はアラゴンの支配下にあった。芝居のアクションは主にレオナートの地所で展開する。

### テーマとモチーフ

#### ジェンダーロール

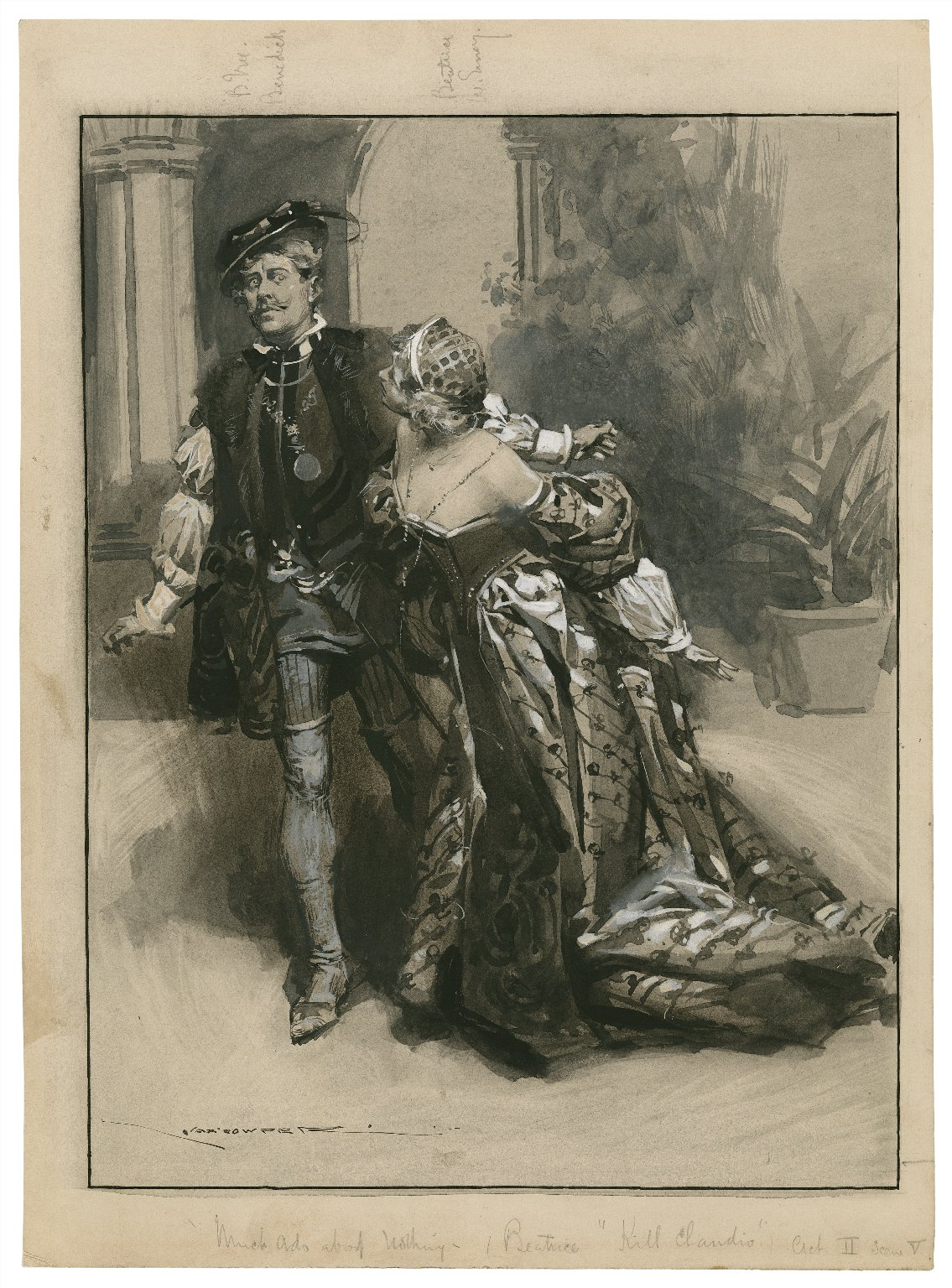
1905年の上演、ベネディック役のハーバート・ビアボーム・トゥリーとベアトリス役のウィニフレット・エメリー。第2幕第5場の「クローディオを殺して」の場面である。

台本においてクローディオとヒーローの関係と同等か、あるいは少し軽いとも言える扱いを受けているにもかかわらず、ベネディックとベアトリスがこの芝居の主な関心の対象とみなされており、今日ではこの2人が主役とみなされているほどである。イングランド王チャールズ2世は自分のセカンド・フォリオに載っているこの芝居のタイトルの脇に「ベネディックとベアトリス」と書いてすらいる。ジェンダーの挑発的な取り扱いはこの芝居の中心になっており、ルネサンスの文脈において考慮する必要がある。この時期の演劇はジェンダーの伝統的な観念を反映したり強調したりする一方、それを問い直すこともあった。スーザン・D・アムッセンは伝統的なジェンダーのクリシェを動揺させることによって、社会秩序が浸食されるのではないかという不安が増したとしてきている。この芝居の人気は、こうしたふるまに対して人々が非常に関心を抱いていることを暗示している。ベネディックは機知に富んだ様子で、女性の口の悪さや性的なふるまいに対する男性の不安を明らかにしている。この芝居に登場する家父長制的な社会において、男性の忠誠は伝統的な名誉や友愛に関する規則と女性に対する優越の感覚によって統御されていた。女性が生来、移り気なのではないかという考えが寝取られに関する冗談として何度も表明され、さらにクローディオがヒーローに対する侮辱をすぐに信じてしまうことからもこうした考えの影響が読み取れる。こうしたステレオタイプは、男性は欺瞞的で移り気であり、女性はそれに耐えねばならないというバルサザーの歌によって覆されている。

#### 不貞
シェイクスピアは寝取られや妻の不貞というテーマをしばしば扱った。男性は妻が貞節かどうか一切知るすべが無く、ゆえに女性がそのことを利用しているという考えに取り憑かれたキャラクターが複数登場する。ドン・ジョンがクローディオの自負心と恋人を寝取られるのではないかという不安につけこみ、このせいで最初の結婚は大変なことになる。男性の多くがヒーローは不純であるとたやすく信じてしまい、父親ですらほとんど証拠もないのに娘をすぐ断罪してしまう。このモチーフは芝居全編に現れ、しばしば寝取られ男の象徴である角などへの言及として示される。
対照的に、バルサザーの歌"Sigh No More"は女性に対して男性の不実を受け入れて楽しく生き続けるようすすめている。バルサザーの歌が下手でメッセージをきちんと伝えていないという解釈もあり、これはベネディックが歌を吠える犬に喩える冷笑的なコメントによって裏付けることもできる。しかしながら1993年のケネス・ブラナーの映画ではバルサザーは美しく歌唱しており、歌は冒頭と最後両方で目立った役割を果たし、映画に登場する女性たちはメッセージをしっかり受け止めているように描かれている。

#### 策略
『空騒ぎ』には多くの欺瞞や自己欺瞞が登場する。人々に恋をさせようとしたり、他人が欲しいものを得られるように手助けしたり、自分の間違いに気付かせようとしたりするなど、良い意図ゆえにひっかけや策略が用いられることもしばしばある。しかしながら全てが良い意図による策略ではなく、ドン・ジョンはクローディオにドン・ペドロ自身がヒーローに求愛していると信じさせたり、ボラチオがヒーローの寝室の窓で「ヒーロー」(実際はヒーローのように見えるマーガレットである)に会っていたと信じさせようとする。

#### マスクとアイデンティティの混乱
他人のふりをしたり、他人に間違えられたりすることがこの芝居では常に起こっている。一例はマーガレットがヒーローに間違えられたことであり、このため結婚式の際、ヒーローの名誉がクローディオにより公衆の面前で毀損されることになる。全員がマスクをつけている仮面舞踏会では、ベアトリスが他人のふりをしているベネディックに本人の悪口を言ったり、マスクをつけたドン・ペドロがクローディオのふりをしてヒーローに求愛する。ヒーローが「死んだ」とされた後は、レオナートがクローディオに「姪」との結婚を要求するが、実は変装したヒーローが「姪」であったとわかるようになっている。

#### NotingとNothing

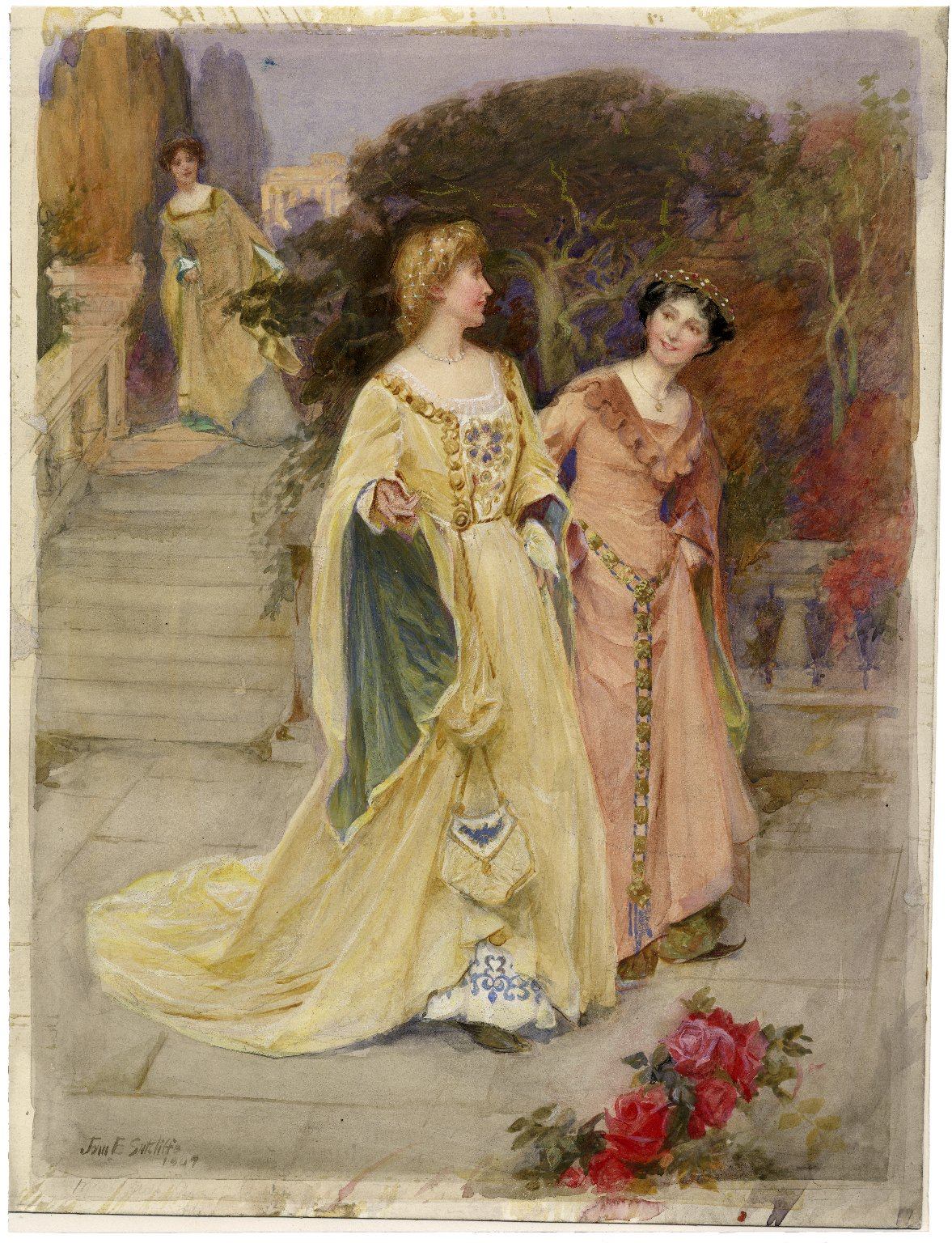
ジョン・サトクリフによる水彩、ベアトリスがヒーローとアーシュラの話を盗み聞きする場面

"Nothing"と"noting"の間には言葉遊びがある。シェイクスピアの時代にはこの二語は同音異義語で、似たような発音であった。文字通りにとると、Much Ado About Nothingというタイトルはたいしたことでもないようなことがら("nothing")について大きな騒ぎ("much ado")がもちあがるという意味で、このたいしたことでもないことがらというのは、ヒーローが不実だという無根拠な訴えや、ベネディックとベアトリスが互いに恋をしているというウソを指す。タイトルはMuch Ado About Notingとも解釈することができる。"Noting"のもとになる動詞"note"は多義的な言葉で、気付いたり、観察したり、注目したり、書き留めたりすることを意味し、ここから派生した意味合いもたくさんある。この芝居のアクションの大部分は他人への関心や批判で、メッセージを書いたり、スパイしたり、立ち聞きしたりすることなどから成り立っている。Nothingとnotingをひっかけた台詞は多数あり、とくに外観("seeming")、流儀("fashion")、外から見た印象などに関してこうした台詞が使われている。"Nothing"には二重の意味があり、"an O-thing" (あるいは"n othing"や"no thing")はエリザベス朝のスラング「ヴァギナ」 という意味があった。これはあきらかに、女性が足の間に持っているのは"nothing"(nothingを持っている＝何も足の間に無い)ということにひっかけた表現である。。

## 上演史

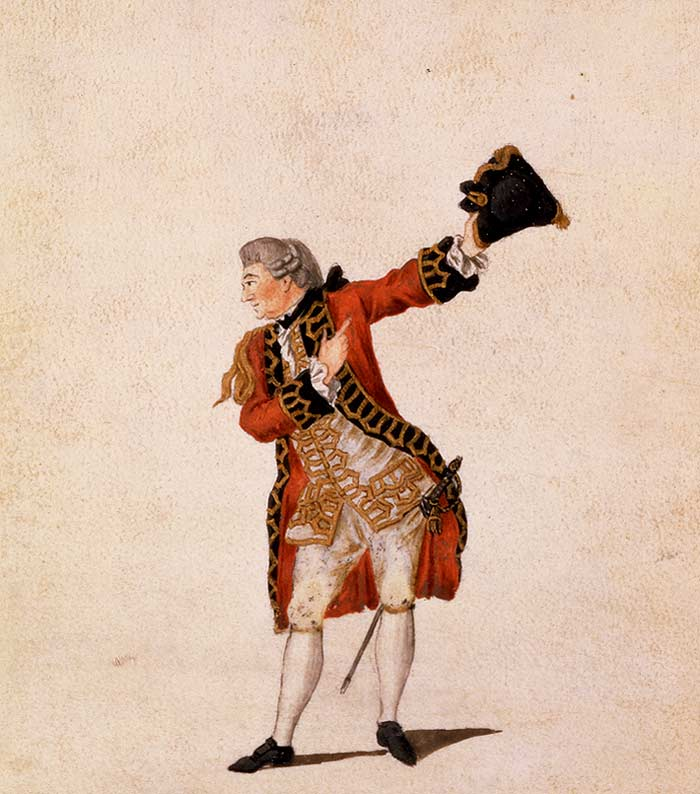
デイヴィッド・ギャリック演じるベネディックを描いたジャン＝ルイ・フェッシュ(Jean-Louis Fesch)の1770年の絵

『空騒ぎ』は初演後ずっと非常に人気があったと考えられており、1640年のレナード・ディグズの詩にベアトリスとベネディックの人気がうかがえる描写がある。
イングランド王政復古で劇場が再開した後、サー・ウィリアム・ダヴェナントは『恋人たちに厳しい掟』(The Law Against Lovers, 1662)という翻案を出したが、これは『尺には尺を』にベアトリスとベネディックを接ぎ木したものであった。別の翻案として『普遍の情熱』(The Universal Passion, 1737)というものがあり、これは『空騒ぎ』にモリエールの芝居を組みあわせたものである。シェイクスピア自身の台本は1721年、リンカーンズ・イン・フィールズでジョン・リッチによって再演された。デイヴィッド・ギャリックは1748年にはじめてベネディックを演じ、1776年までこの役を演じ続けた。

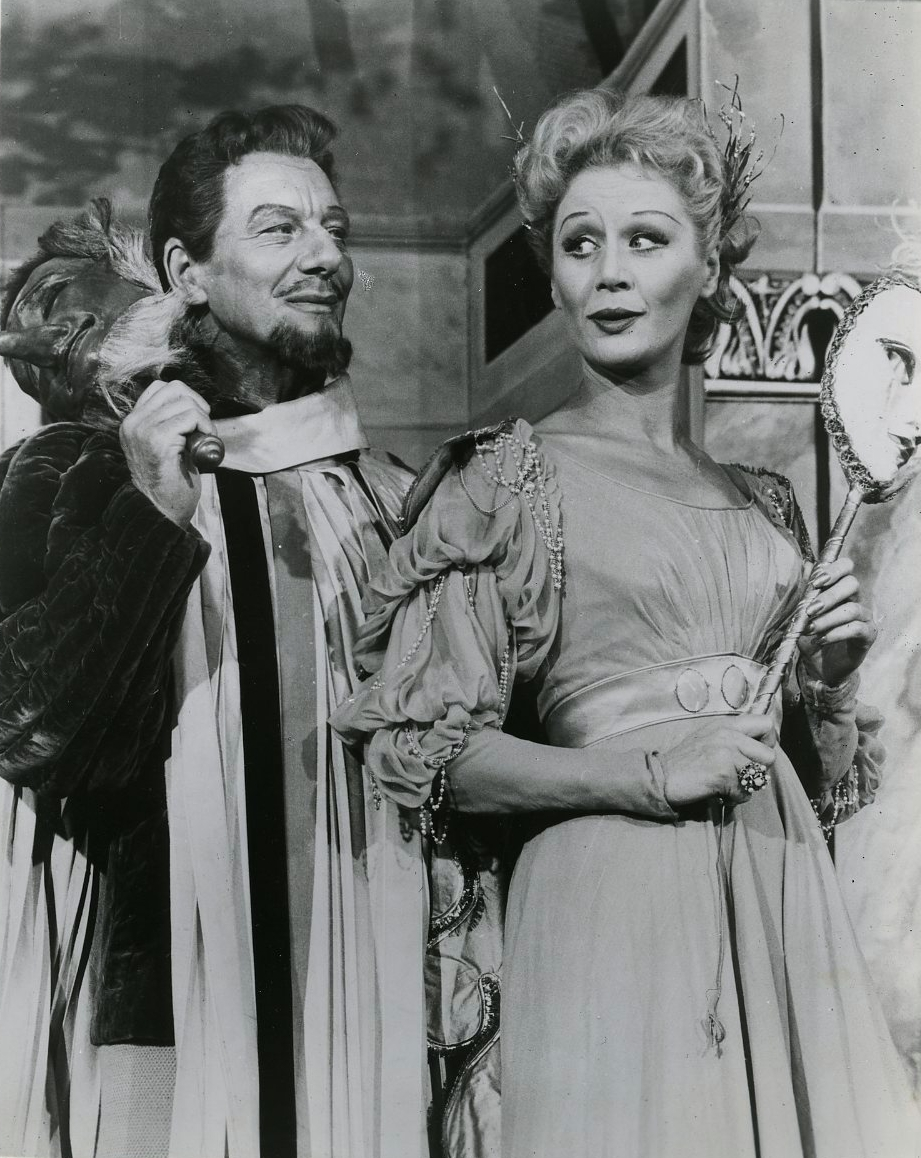
ジョン・ギールグッドとマーガレット・レイトンによる1959年のブロードウェイ版『空騒ぎ』

ヘンリー・アーヴィングとエレン・テリーが組んでベネディックとベアトリスを演じており、この共演は19世紀の偉大な役者による輝かしい実績として有名である。チャールズ・ケンブルもベネディックとして大きな評判をとった。ジョン・ギールグッドは1931年から1959年まで、ベネディックを当たり役のひとつとしており、ダイアナ・ウィニャード、ペギー・アシュクロフト、マーガレット・レイトンのベアトリスと組んでいる。A・J・アントーンの1972年のプロダクションはブロードウェイでは最長のロングランで、サム・ウォーターストン、キャスリーン・ウィドーズ、バーナード・ヒューズが出演した。デレク・ジャコビは1984年にベネディックを演じてトニー賞をとっているが、既にロイヤル・シェイクスピア・カンパニーの1982年の公演でベネディックを演じて高い評価を受けていた。演出家のテリー・ハンズは樹木の絵を描いた背景幕を背景替えなしで用い、そこに舞台の長さと同じ鏡をかけるという舞台美術でこの芝居を上演し、シニード・キューザックがベアトリスを演じた。
2013年にジェームズ・アール・ジョーンズ(70代)とヴァネッサ・レッドグレイヴ(80代)がロンドンのオールド・ヴィック・シアターでベネディックとベアトリスを演じた。

### 主な上演年表

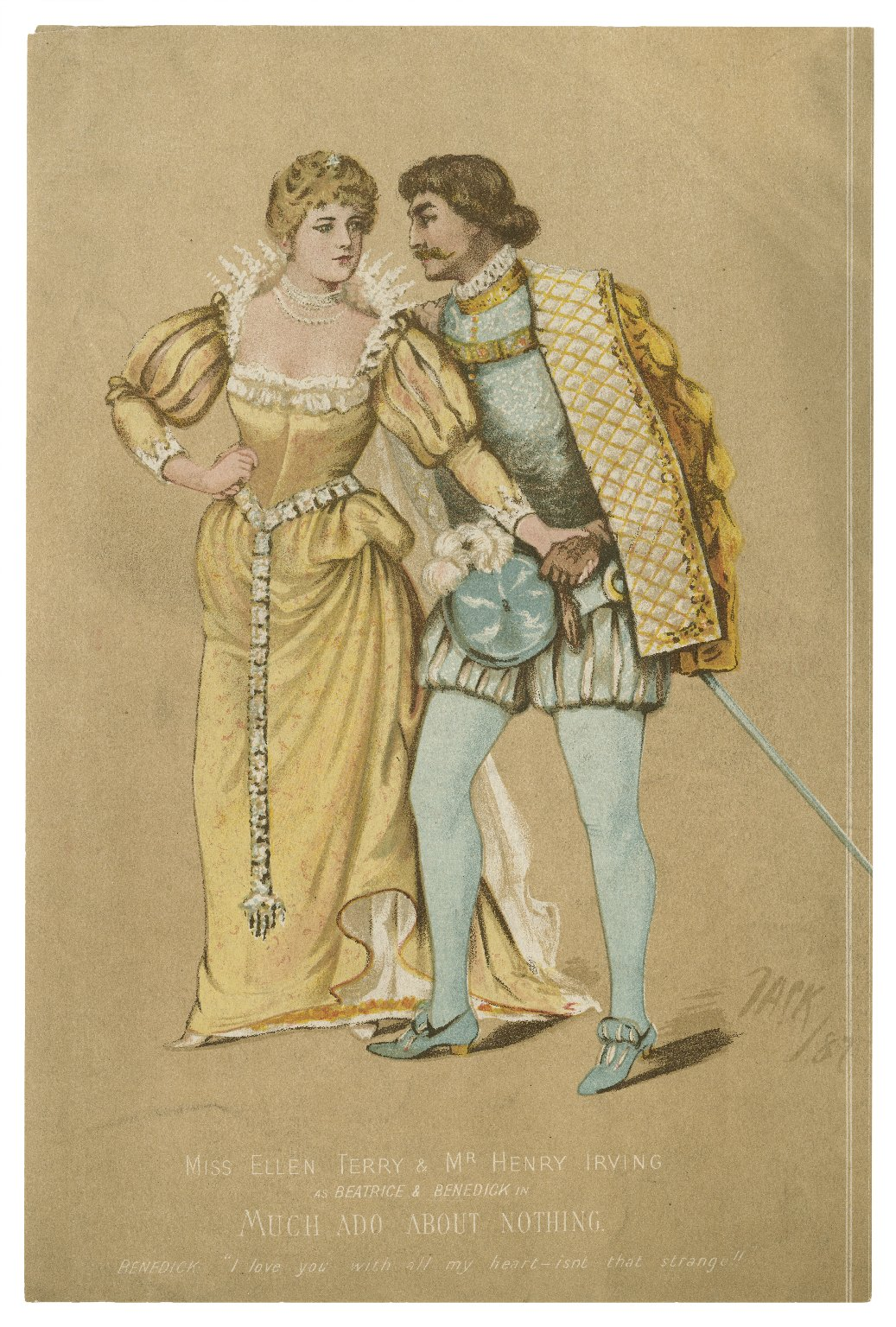
1862年の上演、エレン・テリーのベアトリスとヘンリー・アーヴィングのベネディック

- 宮内大臣一座の初演では、ウィリアム・ケンプがドグベリー、リチャード・カウリーがヴァージスを演じた。
- 1765年 デイヴィッド・ギャリックがベネディック役。
- 1862年 ヘンリー・アーヴィングとエレン・テリーがベネディックとベアトリス役。
- 1930年 ジョン・ギールグッドがオールド・ヴィックではじめてベネディックを演じ、1959年までこの役をレパートリーに入れていた。
- 1960年 マーガレット・レイトンがベアトリス役を演じ、トニー賞で主演女優賞にノミネート。
- 1973年 バーナード・ヒューズがニューヨーク・シェイクスピア・フェスティバルでドグベリー役を演じ、トニー賞ノミネート。
- 1973年 キャスリーン・ウィドーズがトニー賞の主演女優賞にノミネート。
- 1983年 デレク・ジャコビがベネディック役でイヴニング・スタンダード賞の主演男優賞。
- 1985年 シニード・キューザックがベアトリス役でトニー賞の主演女優賞ノミネート。
- 1985年 デレク・ジャコビがベネディック役でトニー賞の主演男優賞。
- 1989年 フェリシティ・ケンダルがストランド・シアターのイライジャ・モシンスキーによる演出版でベアトリスを演じ、イヴニング・スタンダード賞の主演女優賞。
- 1994年 マーク・ライランスがクイーンズ・シアターでベネディックを演じ、ローレンス・オリヴィエ賞で主演男優賞。
- 2006年 タムシン・グレイグがマリアンヌ・エリオット演出、ロイヤル・シェイクスピア・シアターでのロイヤル・シェイクスピア・カンパニーによるプロダクションでベアトリス役を演じ、ローレンス・オリヴィエ賞の主演女優賞を受賞。
- 2007 ゾーイ・ワナメイカーがベアトリス役、サイモン・ラッセル・ビールがベネディック役で、ニコラス・ハイトナー演出によりナショナル・シアターで上演。
- 2011年 イヴ・ベストがベアトリス役、チャールズ・エドワーズがベネディック役、ジェレミー・ヘリン演出でシェイクスピアズ・グローブにて上演[16]。
- 2011年 デイヴィッド・テナントがベネディック役、キャサリン・テイトがベアトリス役、ジョージー・ルーク演出で、ウィンダム・シアターにて上演[17]。デジタルシアターで正規版映像がダウンロードできる。
- 2012年 ミーラ・サイアルがベアトリス役、ポール・バタチャージーがベネディック役、イクバル・カーン演出により、ワールド・シェイクスピア・フェスティバルの一部としてロイヤル・シェイクスピア・カンパニーが上演。設定をインドに移している。
- 2013年 ヴァネッサ・レッドグレイヴがベアトリス役、ジェームズ・アール・ジョーンズがベネディック役で。マーク・ライランス演出によりオールド・ヴィックで上演。
- 2013年 ベルリンのシャウビューネ劇場にてドイツ語版が上演。

## 翻案

### 映画
イングランドにおける『空騒ぎ』の最初の映画化は、おそらく1913年にフィリップス・スモーリーが監督したサイレント映画である。
マルティン・ヘルベルクが1964年に監督した東ドイツの映画Viel Lärm um nichtsは『空騒ぎ』をもとにしている。
英語で最初のトーキー映画化は、ケネス・ブラナー監督・主演による1993年の『から騒ぎ』で、高い評価を受けた。ブラナーがベネディック、エマ・トンプソンがベアトリス、デンゼル・ワシントンがドン・ペドロ、キアヌ・リーブスがドン・ジョン、リチャード・ブライアーズがレオナート、マイケル・キートンがドグベリー、ロバート・ショーン・レナードがクローディオ、イメルダ・スタウントンがマーガレット、ケイト・ベッキンセイルがヒーローを演じた。ベッキンセイルの映画デビュー作である。
2001年のヒンディー語の映画Dil Chahta Haiは『空騒ぎ』の自由な翻案である。
2011年、ジョス・ウィードン監督・脚色による『空騒ぎ』が撮影され、2013年6月に公開された。エイミー・アッカーがベアトリス、アレクシス・デニソフがベネディック、ネイサン・フィリオンがドグベリー、クラーク・グレッグがレオナート、リード・ダイアモンドがドン・ペドロ、フラン・クランツがクローディオ、『アベンジャーズ』にクレジット無しで出演していたジュリアン・モーゲスがヒーロー、ショーン・メイハーがドン・ジョン、スペンサー・トリート・クラークがボラチオ、リキ・リンドホームがコンラッド、トム・レンクがヴァージズ、アシュレー・ジョンソンがマーガレットを演じた,。
2012年、グローブ座での2011年の上演の映像が映画館で放映され、DVDにもなった。
2015年、オーウェン・ドレイク監督、フェイ・リーガン出演による現代版の翻案『メッシーナ・ハイ』(Messina High)が撮影された。

### テレビ
『空騒ぎ』に関しては複数、テレビ版が制作されている。
1973年のニューヨーク・シェイクスピア・フェスティバルではジョゼフ・パップがプロデュースし、A・J・アントーンが演出したバージョンが上演されたが、この公演はビデオ撮影されてVHSとDVDで頒布された。このバージョンはケネス・ブラナー版の映画などよりもシェイクスピアのテクストをカットせずに使っている。パップのプロダクションにはサム・ウォーターストン、キャスリーン・ウィドーズ、バーナード・ヒューズが出演している。
『BBCテレビジョンシェイクスピア』シリーズの一環として、1984年にリー・モンタギューがレオナート役、シェリー・ルンギがベアトリス役、キャサリン・レヴィがヒーロー役、ジョン・フィンチがドン・ペドロ役、ロバート・リンジーがベネディック役、ロバート・レイノルズがクローディオ役、ゴードン・ホワイティングがアントニオ役、ヴァーノン・ドブチェフがドン・ジョン役のテレビ版が制作された。
2005年にBBCは『シェイクスピア・リトールド』シーズンの一部として、現代の架空の地方ニュース番組『ウェセックス・トゥナイト』のスタジオを舞台にした翻案を制作した。ダミアン・ルイス、サラ・パリッシュ、ビリー・パイパーが出演している。

### 音楽
ベルリオーズの『ベアトリスとベネディクト』（1862年）は『空騒ぎ』に基づくオペラで、台本（フランス語）はベルリオーズ自身が書いた。この他に本作に基づくオペラとしては、ポール・ピュジェの『空騒ぎ』(Beaucoup de bruit pour rien, pub.1898)及びサー・チャールズ・ヴィリアーズ・スタンフォードの『空騒ぎ』(Much Ado About Nothing, 1901)がある。
エーリヒ・ヴォルフガング・コルンゴルトはマックス・ラインハルトによる上演のため、『空騒ぎ』のための付随音楽を作曲した。これは1918年頃に委嘱され、1920年に芝居と一緒に初演された。管弦楽のために書かれたが、後にヴァイオリンとピアノのための組曲にも編曲している。
2006年にアメリカン・ミュージック・シアター・プロジェクトが、舞台を第二次世界大戦中のアメリカに設定したバーニ・ステイプルトンとレスリー・アーデンによるミュージカル版The Boys Are Coming Homeを制作した。
2009年のマムフォード・アンド・サンズのアルバム『サイ・ノー・モア』のタイトル曲は『空騒ぎ』からの引用を歌に組み込んでいる。アルバムじたいのタイトルも芝居からの引用である。
2015年、ローリン・ジョーンズによるロック・オペラ版These Paper Bulletsが上演された。グリーン・デイのビリー・ジョー・アームストロングが作曲をつとめた。

### ウェブシリーズ
2014年3月26日、ビデオブログシリーズNothing Much to Doの最初のエピソードが公開された。ニュージーランドの高校を舞台にしており、4人の女性によるチーム、キャンドル・ウェイスターズが『空騒ぎ』を翻案したものである。
2014年6月、本作の現代版の翻案であるウェブシリーズA Bit Muchが公開された。コリーン・スクリヴァンによるシリーズで、現代のサマーキャンプを舞台にしている。

## 日本語訳
- 『から騒ぎ』戸沢正保・浅野和三郎訳 大日本図書 1907
- 『から騒ぎ』坪内逍遥訳 「沙翁全集」早稲田大学出版部 1927、のち春陽堂。「むだ騒ぎ」新樹社 1957。新版・名著普及会 1989
- 『空騒ぎ』福田恆存訳 新潮社 1962、新潮文庫 改版2004
- 『空騒ぎ』小野協一訳「シェイクスピア全集 第2巻 喜劇Ⅱ」筑摩書房 1967、他に「世界古典文学全集」全6巻
- 『から騒ぎ』小田島雄志訳 白水社 1973、白水Uブックス 1983
- 『から騒ぎ』松岡和子訳 ちくま文庫 2008
- 『新訳 から騒ぎ』河合祥一郎訳 角川文庫 2015
- 『から騒ぎ』喜志哲雄訳 岩波文庫 2020